# Mbeya
Mbeya je město v Tanzanii, v němž žije okolo tří set tisíc obyvatel. Leží v nadmořské výšce okolo 1700 m na jihozápadě země nedaleko jezera Malawi a zambijské hranice.
Město bylo založeno ve dvacátých letech 20. století a jeho rozvoj je spojen s těžbou zlata v okolí. Po vyhlášení nezávislosti v roce 1961 se Mbeya stala hlavním městem stejnojmenného správního regionu. Město leží na železniční trati TAZARA a žije hlavně z potravinářského průmyslu jako centrum úrodné oblasti, kde se pěstuje kukuřice, batáty, banány, káva, čaj, tabák a kopretina starčkolistá produkující pyrethrin. Sídlí zde také vysoké školy Teofilo Kisanji University a Mbeya University of Science and Technology.
Okolí Mbeyi je díky mírnému vysokohorskému klimatu známé jako „africké Skotsko“. Region nabízí řadu turistických atrakcí jako je vyhaslá sopka Rungwe (2960 m n. m.), na jejíchž svazích žije vzácný paviánec kipunji, řeka Kiwira překlenutá skalním obloukem zvaným „most Bohů“ nebo šestnáctitunový meteorit Mbozi.
Mbeya je domovem prvoligových fotbalových klubů Prisons FC a Mbeya City FC.
Partnerským městem je západosaharské Tifariti.

## Galerie

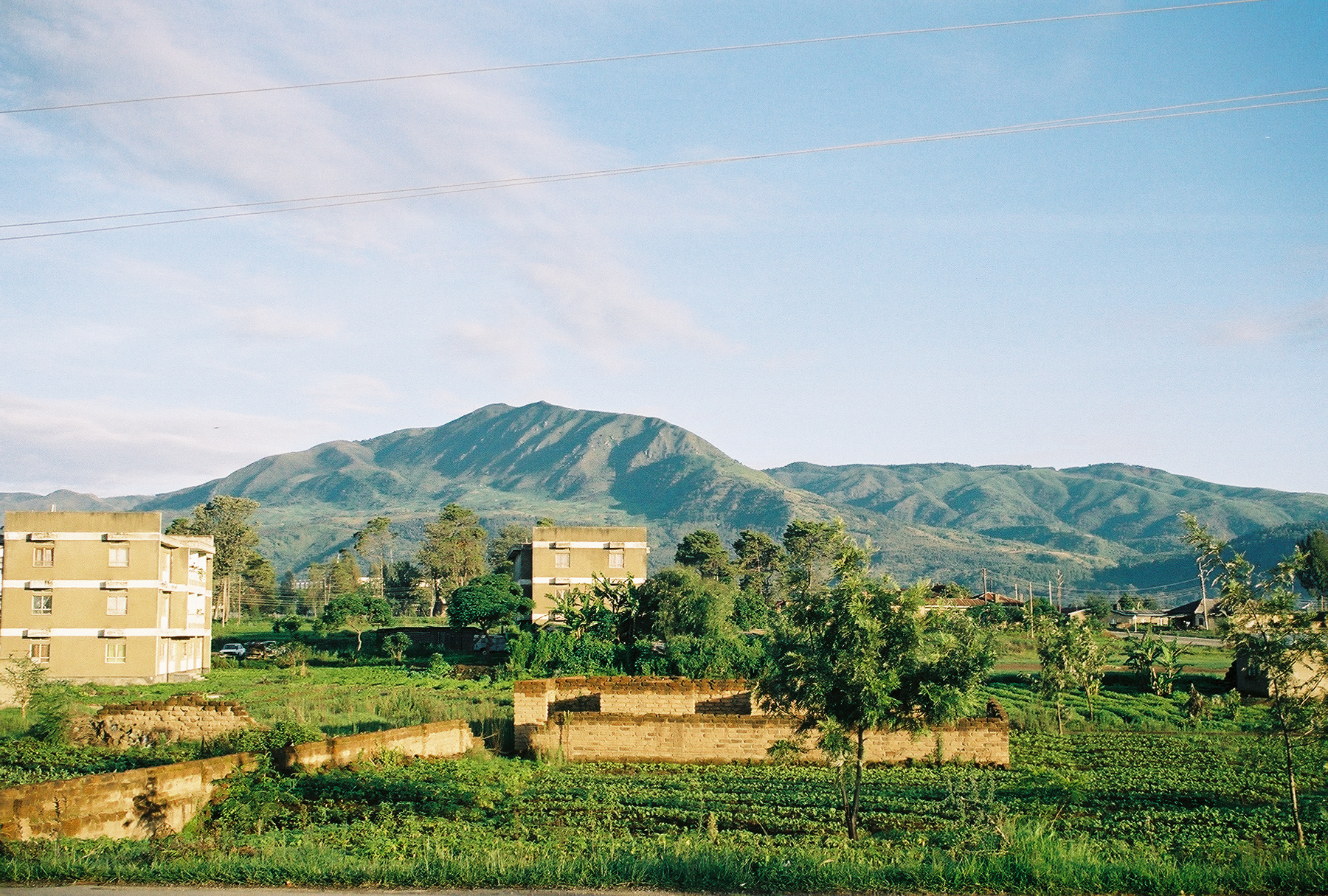
Předměstí s horami v pozadí
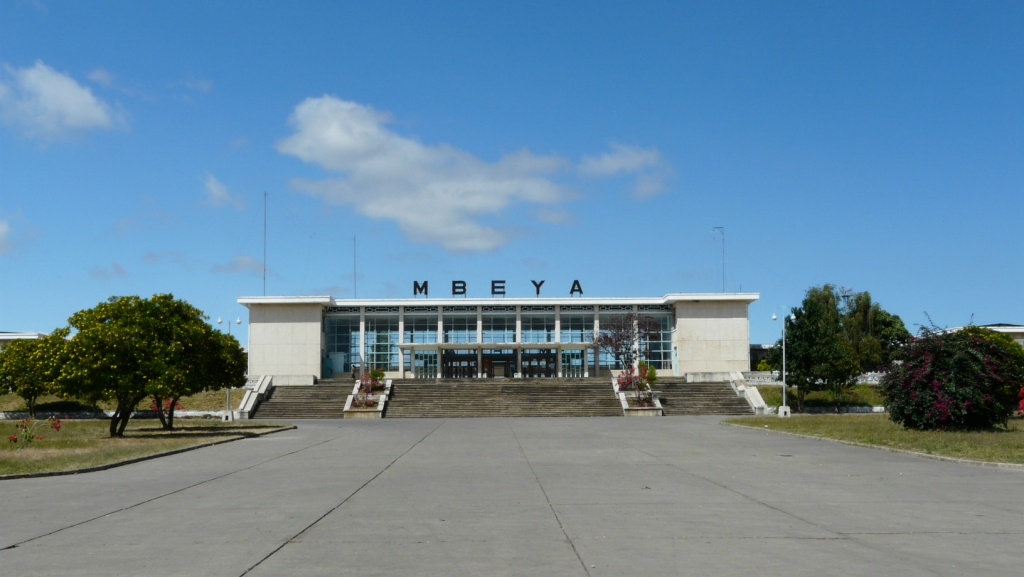
Nádražní budova
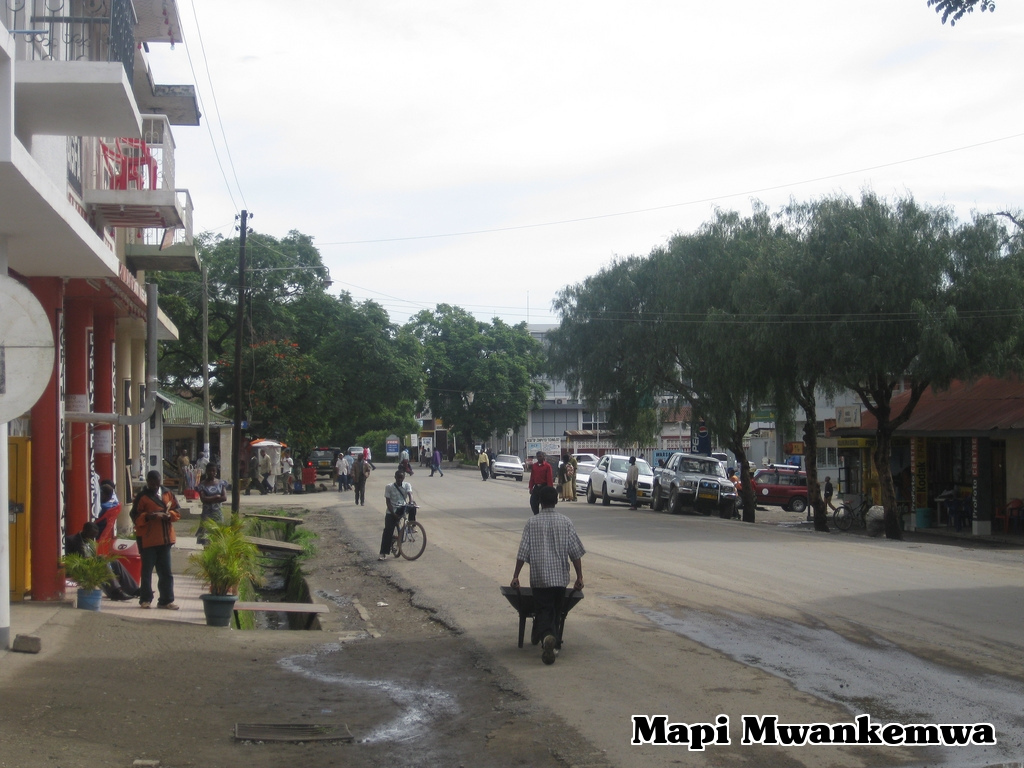
Život na ulici